# Leopoldia maritima
Leopoldia maritima là một loài thực vật có hoa trong họ Măng tây. Loài này được (Desf.) Parl. mô tả khoa học đầu tiên năm 1845.